# Paul Pons
Paul Pons (Hyacinthe Pont pour l'état civil), né  à Sorgues (Vaucluse)  le 7 février 1864, mort noyé à Agen, le 13 avril 1915, est un lutteur français qui fut champion du monde en 1898.

## Biographie

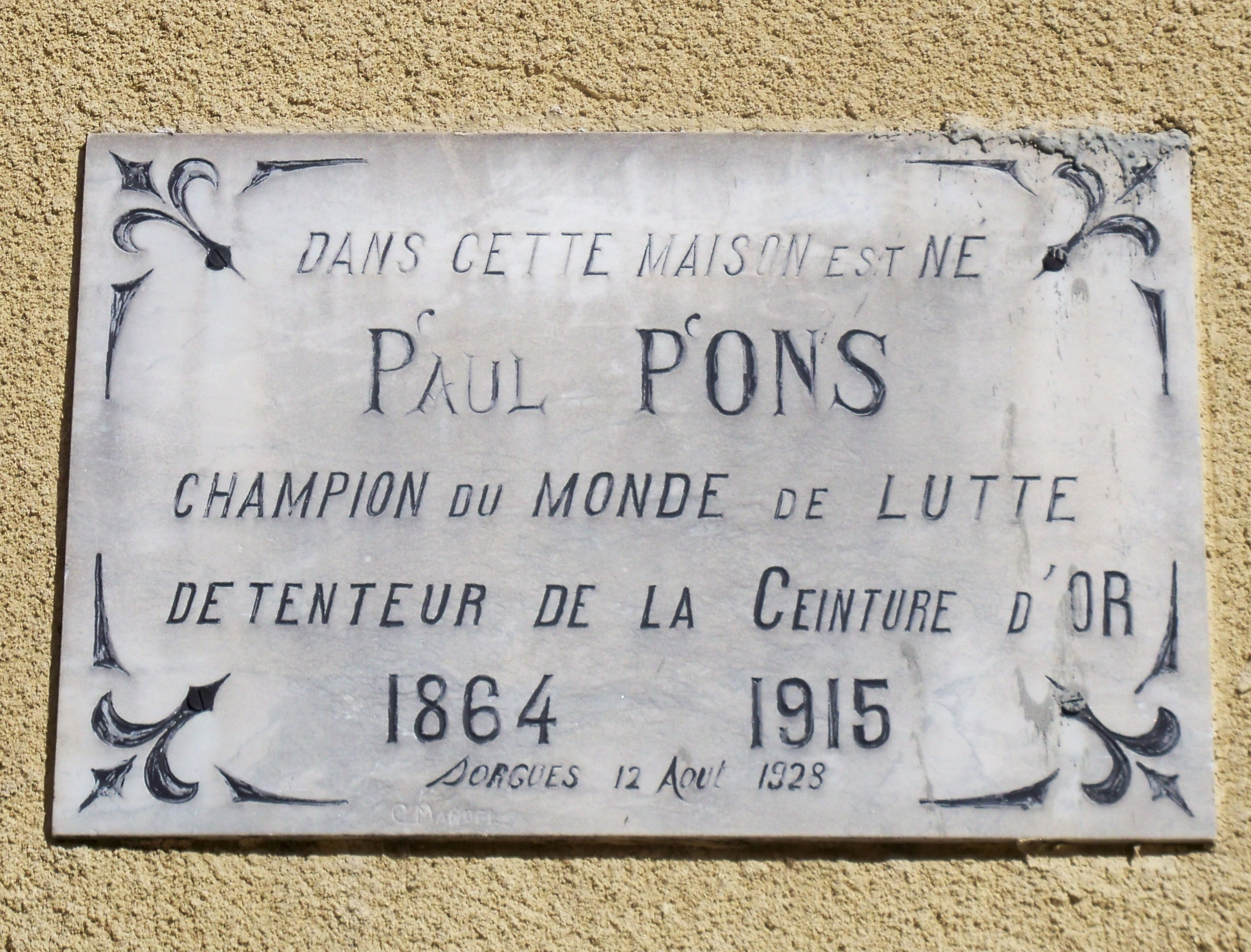
Plaque sur la maison natale de Paul Pons

Paul Pons, dit le Colosse, natif de Sorgues est forgeron-mécanicien de profession. Formé par Pietro Damiano, il débute la lutte à Bordeaux. Il devient champion national à Paris en 1891, puis le premier champion du monde de lutte en 1898 devant le Russe Pytlasiński lors du tournoi organisé par Le Journal des Sports. Sa victoire lui permit d'ouvrir à Paris un gymnase où il prodiguait des cours. Son élève le plus célèbre fut Lavaux, dit Constant le Boucher, un lutteur belge. Ce titre lui a valu, depuis 2003, d'être inscrit parmi les gloires du sport français. En 1908, il lance un défi à tout lutteur français ou étranger qui voudra se mesurer à lui. Il remporte le tournoi et reçoit la Ceinture d'Or.

## Œuvre
En 1912, Paul Pons fit paraître aux éditions Pierre Lafitte de Paris, La lutte. Histoire de la lutte. Manuel complet, ouvrage de 370 pages dans lequel était inséré le Carnet du docteur du docteur O' Followell. Il était orné de quarante-huit photographes et de cinquante-cinq croquis.

## Bibliographie

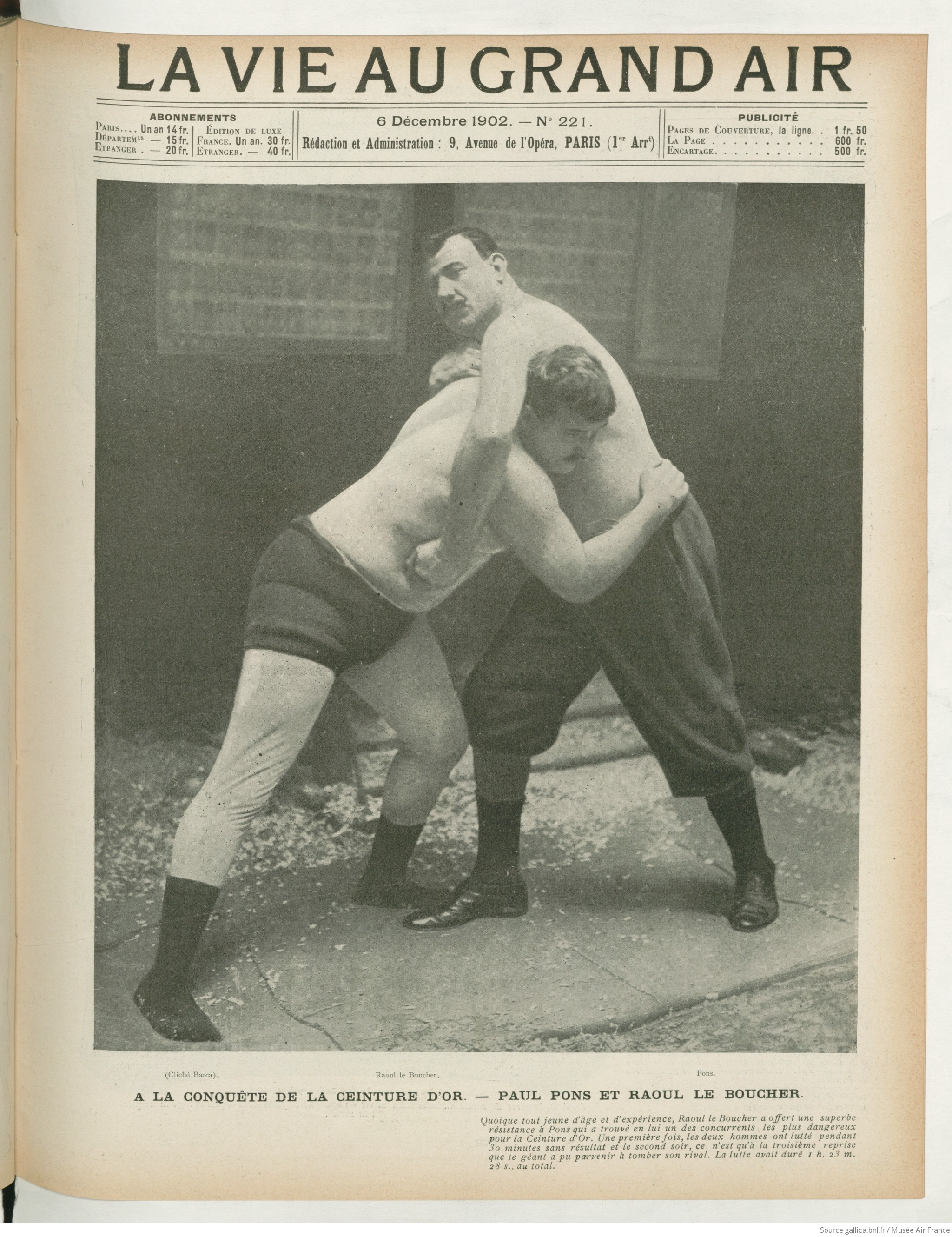
Paul Pons et Raoul le Boucher en 1902 dans La Vie au grand air.
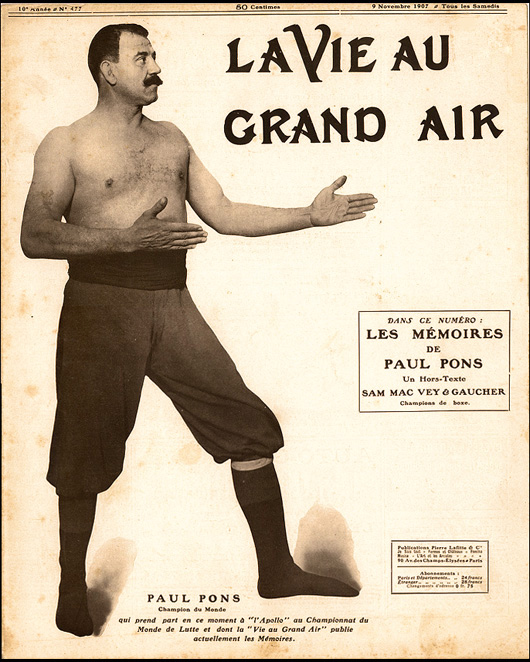
Paul Pons en 1907.
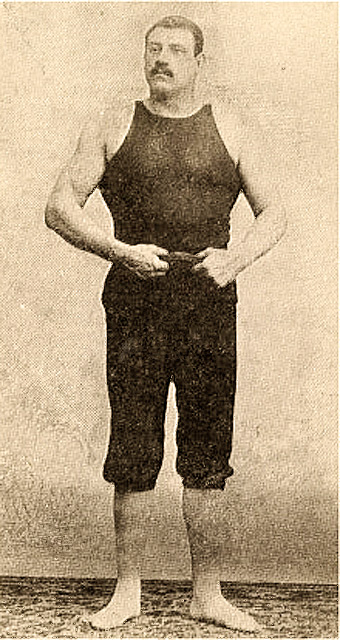
Paul Pons, vainqueur du Tournoi des Folies Bergère.
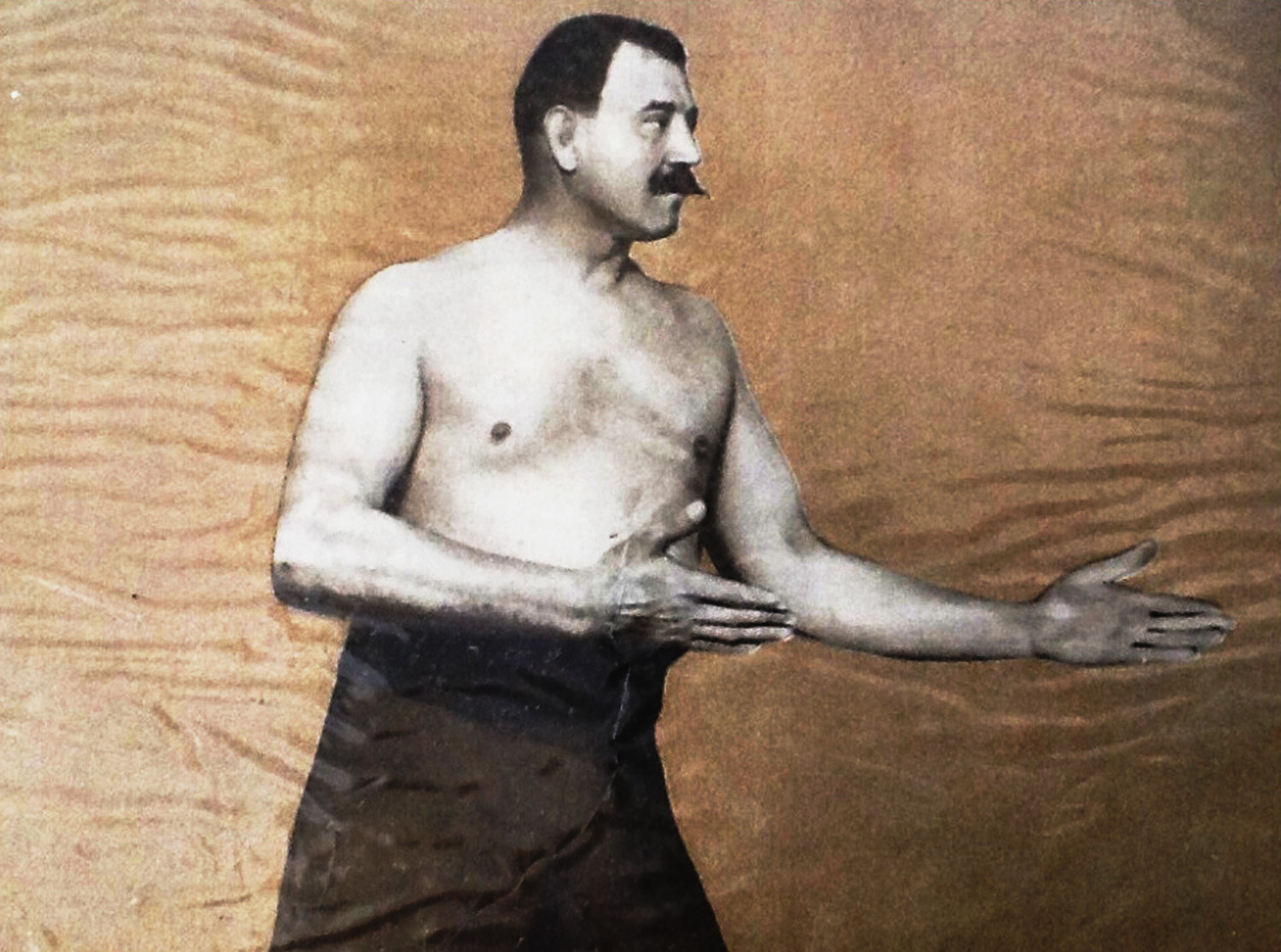
Paul Pons dans le supplément de La vie au grand air.